# Sensitive Compartmented Information Facility

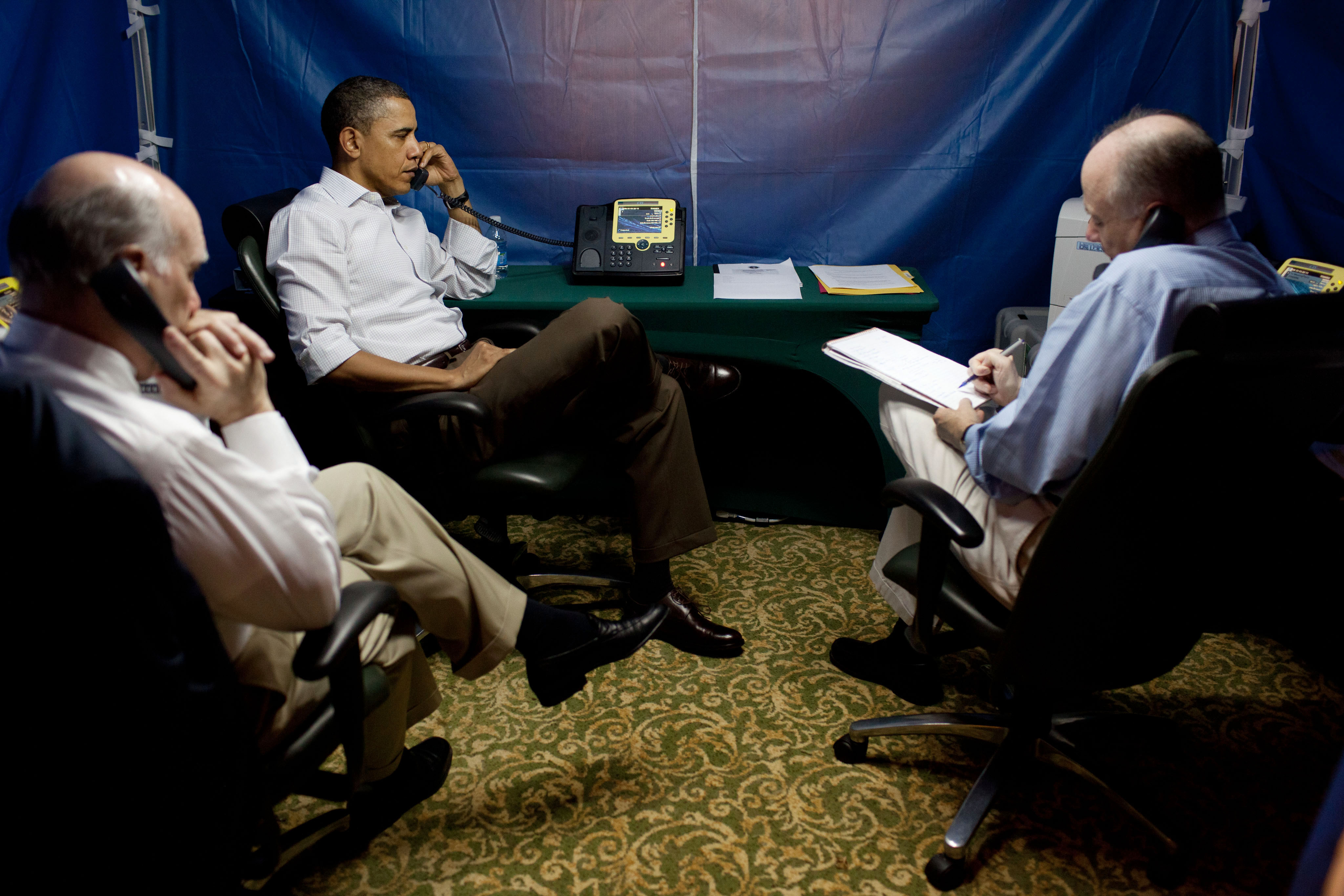
Barack Obama in einer SCIF in seinem Hotelzimmer in Rio de Janeiro

Als Sensitive Compartmented Information Facility (SCIF) wird von den Sicherheitsbehörden der Vereinigten Staaten ein besonders geschützter Bereich bezeichnet, in dem geheime Dokumente, Vorgehensweisen und andere Sensitive Compartmented Information (SCI, „sensible, abgeteilte Informationen“) gelagert, verwendet und erörtert werden dürfen. Der Begriff wurde unter dem Director of Central Intelligence eingeführt und vom Director of National Intelligence fortgeführt.
Die entsprechenden Bereiche sind besonders vor Spionage, etwa durch Abhören oder Videoüberwachung geschützt; daher sind in ihnen auch keine persönlichen elektronischen Geräte zugelassen. Wenn nötig, können SCIFs auch mobil aufgebaut werden. Eine entsprechende Akkreditierung ist erforderlich, um die Sicherheit von geheimen Operationen zu gewährleisten.

## Grundlagen
- Intelligence Community Directive (ICD) 700, Protection of National Intelligence, Office of the Director of National Intelligence (ODNI), 7 JUN 2012
- Intelligence Community Directive (ICD) 705, Sensitive Compartmented Information Facilities, Office of the Director of National Intelligence (ODNI), 26 MAY 2010
- Intelligence Community Standard (ICS) 705-1, Physical and Technical Security Standards for Sensitive Compartmented Information Facilities, Office of the Director of National Intelligence (ODNI), 17 SEP 2010
- Intelligence Community Standard (ICS) 705-2, Standards for the Accreditation and Reciprocal Use of Sensitive Compartmented Information, Office of the Director of National Intelligence (ODNI), 17 SEP 2010
- Intelligence Community Technical Specification (IC Tech Spec) Technical Specifications for Construction and Management of Sensitive Compartmented Information Facilities, Version 1.2, Office of the National Counterintelligence Executive (ONCIX), 23 APR 2012